# Acacia incrassata
Acacia incrassata é uma espécie de leguminosa do gênero Acacia, pertencente à família Fabaceae.